# Echeta excavata
Echeta excavata là một loài bướm đêm thuộc phân họ Arctiinae, họ Erebidae.